# Giuseppe Ramazzotti
Giuseppe Ramazzotti (Milano, 22 novembre 1898 – Milano, 18 ottobre 1986) è stato uno zoologo italiano.
È principalmente noto per i suoi studi sui tardigradi. A lui sono dedicati un genere e una famiglia di tardigradi, Ramazzottius e Ramazzottiidae.

## Biografia
Figlio unico di Ausano Ramazzotti (fondatore della fabbrica di liquori Amaro Ramazzotti) e di Maria Ferrario, nel 1923 sposò Angelina Buzzati, sorella di Adriano Buzzati Traverso e di Dino Buzzati, da cui ebbe le figlie Alba Maria e Laura.
Volontario come ufficiale degli Alpini nel battaglione Mandrone sull'Adamello e sul Tonale durante la prima guerra mondiale, nel primo dopoguerra si laureò in ingegneria chimica, allestendo un laboratorio chimico vicino a casa; contemporaneamente fu un apprezzato radioamatore, avviando un'attività industriale di produzione di radio (RAM, Radio Apparecchi Milano) che però andò in fallimento per colpa del socio cui venne affidata. Dagli anni 1930 lavorò come ingegnere alla Ducati (che produceva condensatori), e negli anni 1940 venne nominato presidente della "Società scientifica radio brevetti Ducati".
Contemporaneamente sviluppò la passione per le scienze naturali e quella per le pipe: di queste ultime fu il maggiore collezionista in Europa e, sotto il nome di Eppe Ramazzotti, pubblicò anche diversi libri (tra cui Il libro delle pipe del 1966, scritto a quattro mano con il cognato Dino Buzzati); fu peraltro autore anche di opere su molti altri argomenti: a metà degli anni Quaranta diede alle stampe I treni, I ragni, La luna e Le centrali elettriche.
Durante la seconda guerra mondiale, dopo un bombardamento di Milano nel 1942, sfollò assieme alla famiglia ad Abano Terme e poi a Belluno; qui l'altro cognato Adriano gli suggerì di unire i suoi interessi per la natura e il microscopio, occupandosi dei tardigradi, che divennero ben presto la sua altra grande passione. Tutta la famiglia si trasferì a Ghiffa e quindi a Pallanza dopo l'armistizio del 1943; qui cominciò a frequentare l'Istituto italiano di idrobiologia Marco De Marchi, stringendo un forte legame di amicizia con Vittorio Tonolli e sua moglie Livia Pirocchi; sull'argomento tardigradi Ramazzotti pubblicò testi importantissimi all'epoca e descrisse numerose specie; a sessant'anni divenne anche professore all'Università statale di Milano.
Morì nel 1986 e venne sepolto, seguendo le sue volontà, vicino a Dino Buzzati, nella cappella di Villa Buzzati a San Pellegrino (frazione di Belluno). La sua raccolta di pipe (che a quel punto contava circa 1500 pezzi) venne acquistata da un collezionista suo amico, Fritz Bailender. Le collezioni naturalistiche sono invece sparse tra il Museo di storia naturale di Milano (minerali), il Museo civico di storia naturale di Verona (tardigradi) e l'Istituto di ricerca sulle acque di Verbania.

## Opere
- Giuseppe Ramazzotti e Walter Maucci, Il Phylum Tardigrada. Terza edizione riveduta e aggiornata, in Memorie dell'Istituto italiano di idrobiologia, 1983 (a cura di Marco De Marchi).